# Arvika travbana
Arvika travbana är en travbana i Arvika som anordnar omkring 5–7 tävlingsdagar per år, främst under juni och juli månad.
Den byggdes redan 1954 av medlemmar i Wermlands Trafvarsällskap, 1972 lades banan om och 1992 byggdes den om. Banan är i sitt nuvarande utförande en kort bana på 800 meter (liknande bland annat Åmål, Hoting och Karlshamn) samt 19,2 meter bred och har ett kort upplopp på endast 114 meter.

## Höjdpunkter
Arvika är en säsongsbana som tävlar under sommaren. Säsongens höjdpunkt är Arvikas Jubileumslopp som körts sedan 1992. Varje år arrangeras även midsommartravet söndagen efter midsommardagen, och en V65-tävling under juli månad.